# František Šterc
František Šterc (Šlapanice, 1912. január 27. – Brno, 1978. október 31.), világbajnoki ezüstérmes csehszlovák válogatott labdarúgó.
A csehszlovák válogatott tagjaként részt vett az 1934-es világbajnokságon.

## Sikerei, díjai
Csehszlovákia
- Világbajnoki döntős (1): 1934